# أندريا أنتونيلي
أندريا أنتونيلي (بالإيطالية: Andrea Antonelli)‏ مواليد 17 يناير 1988 في كاستليوني دل لاغو، إيطاليا - الوفاة 21 يوليو 2013 في فولوكولامسك رايون، روسيا، كان متسابق دراجات نارية إيطالي. نافس في بطولة العالم للسوبرسبورت. توفي إثر حادث تعرض له أثناء السباق.

## روابط خارجية
- أندريا أنتونيلي على موقع WorldSBK.com (الإنجليزية)
- أندريا أنتونيلي على موقع CONI honoured athlete website (الإيطالية)